# 1372 Haremari
1372 Haremari је астероид главног астероидног појаса. Приближан пречник астероида је 23,85 ,
а средња удаљеност астероида од Сунца износи 2,766 астрономских јединица (АЈ).
Инклинација (нагиб) орбите у односу на раван еклиптике је 16,457 степени, а орбитални период износи 1680,979 дана (4,602 године). Ексцентрицитет орбите астероида износи 0,145.
Апсолутна магнитуда астероида износи 12,20 а геометријски албедо 0,040.
Астероид је откривен 31. августа 1935. године.